# Народный музей истории Донецкого государственного медицинского университета имени М. Горького
Народный музей истории Донецкого государственного медицинского университета имени М. Горького(укр. Народний музей історії Донецького державного медичного університету імені М. Горького) — музей, основанный в 1976 году в Донецке, Донецкой области Украины.

## История
Создан 21 февраля 1976 года. Музей основал Руденко Антон Кузьмич.
В 1980 году музею присвоено звание «народный».

## Экспозиция
Среди экспонатов музея содержится: документы, фотографии, газеты, вырезки из газет, портреты, картины, макеты, книги, медицинские инструменты, ордена, медали, личные вещи и подарки университету.
Экспозиция состоит из следующих разделов:
- История основания университета.
- Студенты и преподаватели вуза во время Великой Отечественной войны.
- Ремонтирование Донецкого государственного медицинского университета после окончания войны.
- История университета с 1994 года по дальнейшее время.
- Факультеты вуза.
- Аллея славы «Потомки Гиппократа»[3].
- Общественная жизнь университета[3].
- Раздел посвящённый 70-летию Донецкого государственного медицинского университета.